# Улица Фрунзе (Самара)
У́лица Фру́нзе — улица, расположенная в исторической части города Самары. Улица проходит через Самарский и Ленинский районы города — от Хлебной площади до Вилоновской улицы.
Расположена между параллельными улицами Куйбышева и Чапаевской.
Пересекается с улицами: Комсомольской, Пионерской, Венцека, Ленинградской, Некрасовской, Льва Толстого, Красноармейской, Шостаковича. Примыкает к площади Чапаева.

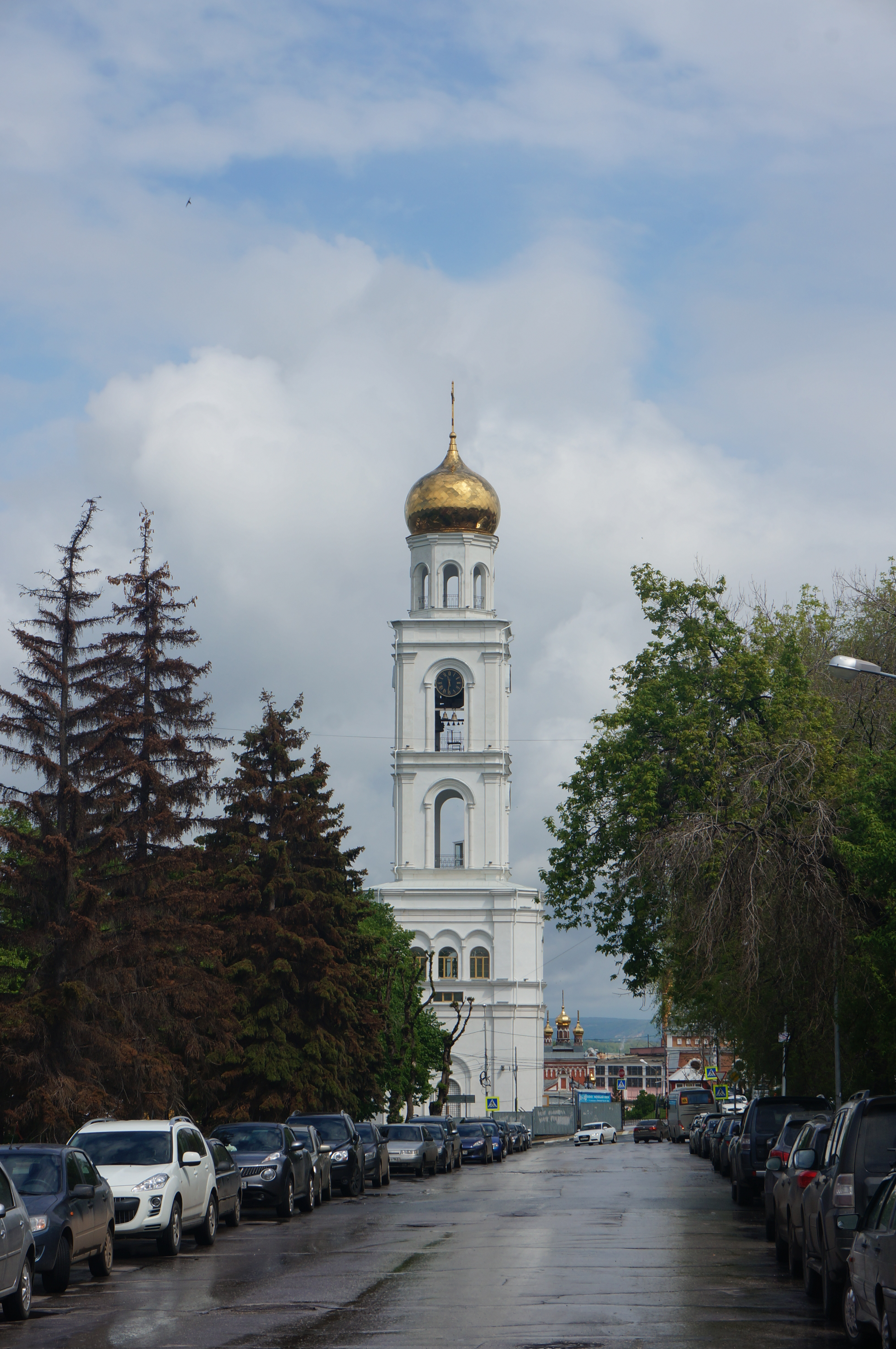
Улица Фрунзе. Вид на Иверский монастырь

На улице Фрунзе много исторических зданий и сооружений. Многие здания построены в стиле модерн (здание филармонии; особняк Курлиной).

## Этимология годонима
- в XVIII веке улица носила названия: Николаевская, Симбирская
- с 1853 года — Саратовская, считалась окраинной улицей
- с 1915 года — Челышева

Современное название улица получила 16 декабря 1925 года в честь полководца Михаила Васильевича Фрунзе (1885—1925)

## Транспорт
- По улице Фрунзе проходят трамваи 1, 3, 5, 15, 16, 20, автобус 34, маршрутное такси 226;
- Автобусные маршруты 11, 37, 47, 108 и 108в пересекают улицу по улице Льва Толстого;
- По Красноармейской улице — автобус № 24, а также маршрутное такси 80.

## Здания и сооружения

### Чётная сторона

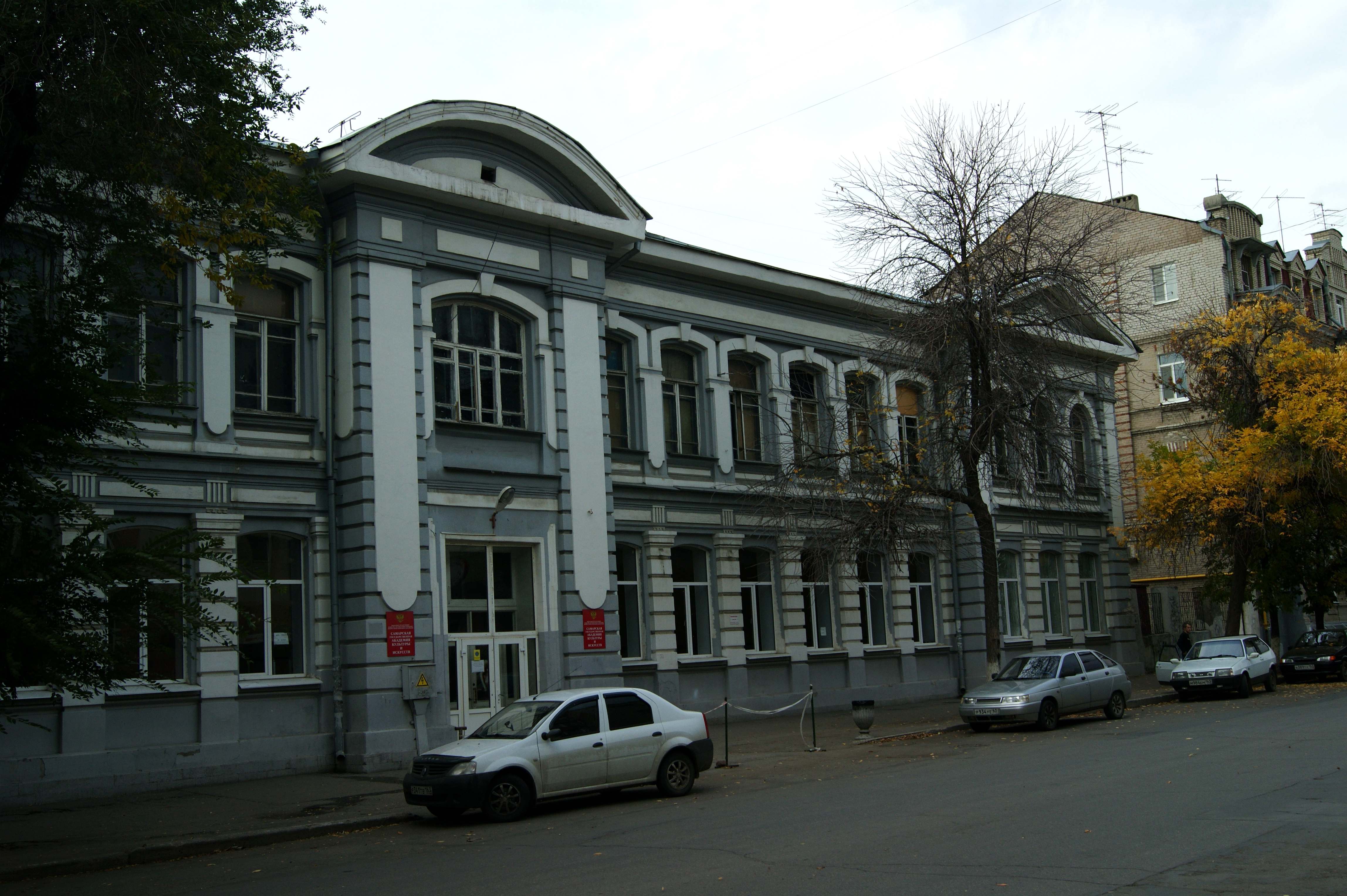
Бывшая мужская гимназия, объект культурного наследия № 6300324001.

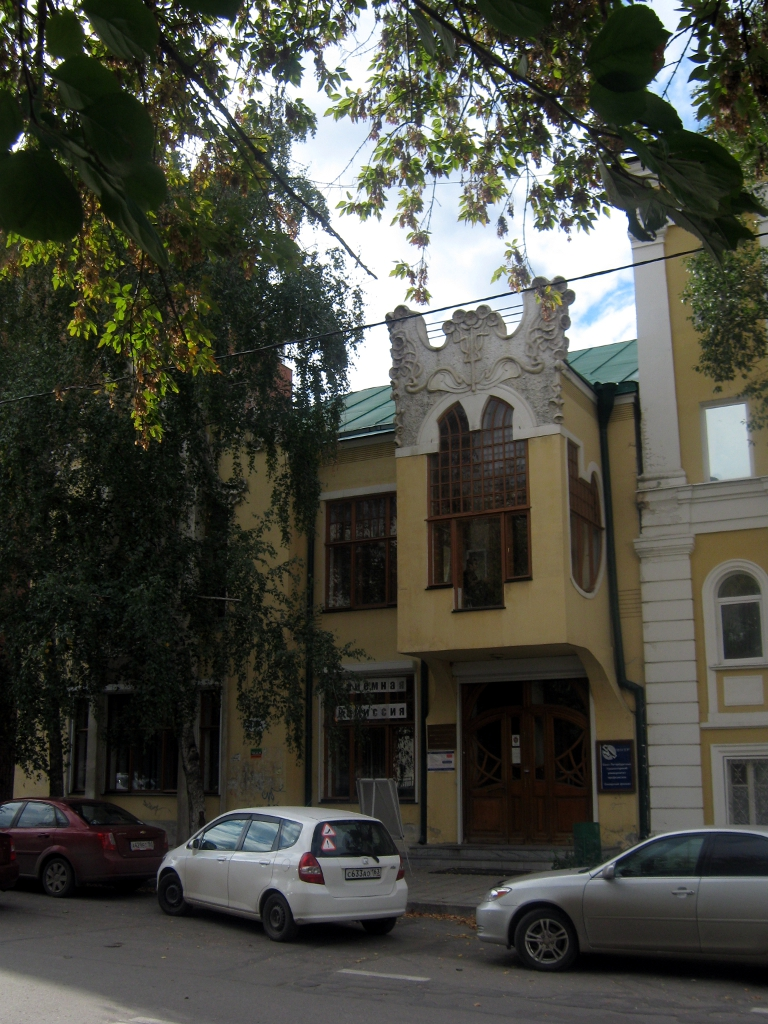
Дом 144, объект культурного наследия № 6300326000.

- № 56 — дом, построенный М. Д. Челышевым (1895 г.)
- № 98 — Центр технического творчества, бывшая Областная станция юных техников, бывшая богадельня купцов Аржановых при Единоверческой церкви.
- № 100 — перестроенное здание Единоверческой церкви в честь Казанской иконы божьей матери[источник не указан 3961 день].
- № 112 — Управление Федеральной миграционной службы России по Самарской области[1]
- № 114 — дом, в котором в 1919 году жил М. В. Фрунзе. В 1934 году здесь открыт музей полководца.
- № 116 — Здание Губернской земской управы (1898—1899, арх. Зеленко А.У.)[2]. В 1919 году в этом здании был штаб 4-й армии и Южной группы войск Восточного фронта. Сейчас — Самарский колледж строительства и предпринимательства (филиал) НИУ МГСУ.
- № 120 — Музей Эльдара Рязанова. Дом, в котором жил Эльдар Рязанов.
- № 122 — расположена приёмная граждан управления по работе с населением Администрации городского округа Самара.
- № 124 — Инспекция Федеральной налоговой службы по крупным налогоплательщикам.
- № 128 — Санкт-Петербургский гуманитарный университет профсоюзов, самарский филиал
- № 138 — бывшая вторая мужская гимназия (год постройки 1908), памятник архитектуры, объект культурного наследия № 6300324001[3]
- № 144 — особняк Новокрещеновой, построен в 1909 году. В этом доме находилась коллегия по формированию Красной Армии, после освобождения Самары от белочехов помещалось управление коменданта города — командира 1-го интернационального полка 24-й Железной дивизии Славояра Частека.
- № 146 — пятиэтажный жилой дом, построенный по проекту Петра Щербачёва. В этом доме с 1941-го по 1943 год жил Дмитрий Шостакович, когда заканчивал работу над Седьмой симфонией.[4]

- На пересечении с улицей Шостаковича расположена площадь имени Чапаева, в центре которой воздвигнут памятник Чапаеву. Площадь сравнительно невелика — 2,9 га. На этой площади дальше по улице Фрунзе находится Самарский академический государственный театр драмы имени Горького, здание которого считается памятником архитектуры.
- За зданием театра на пересечении с Вилоновской улицей разбит сквер имени А. С. Пушкина, где установлен бюст поэта.

### Нечётная сторона
Характерная особенность улицы – каждый ее квартал по нечетной стороне замыкается внушительными по размерам и архитектуре зданиями.

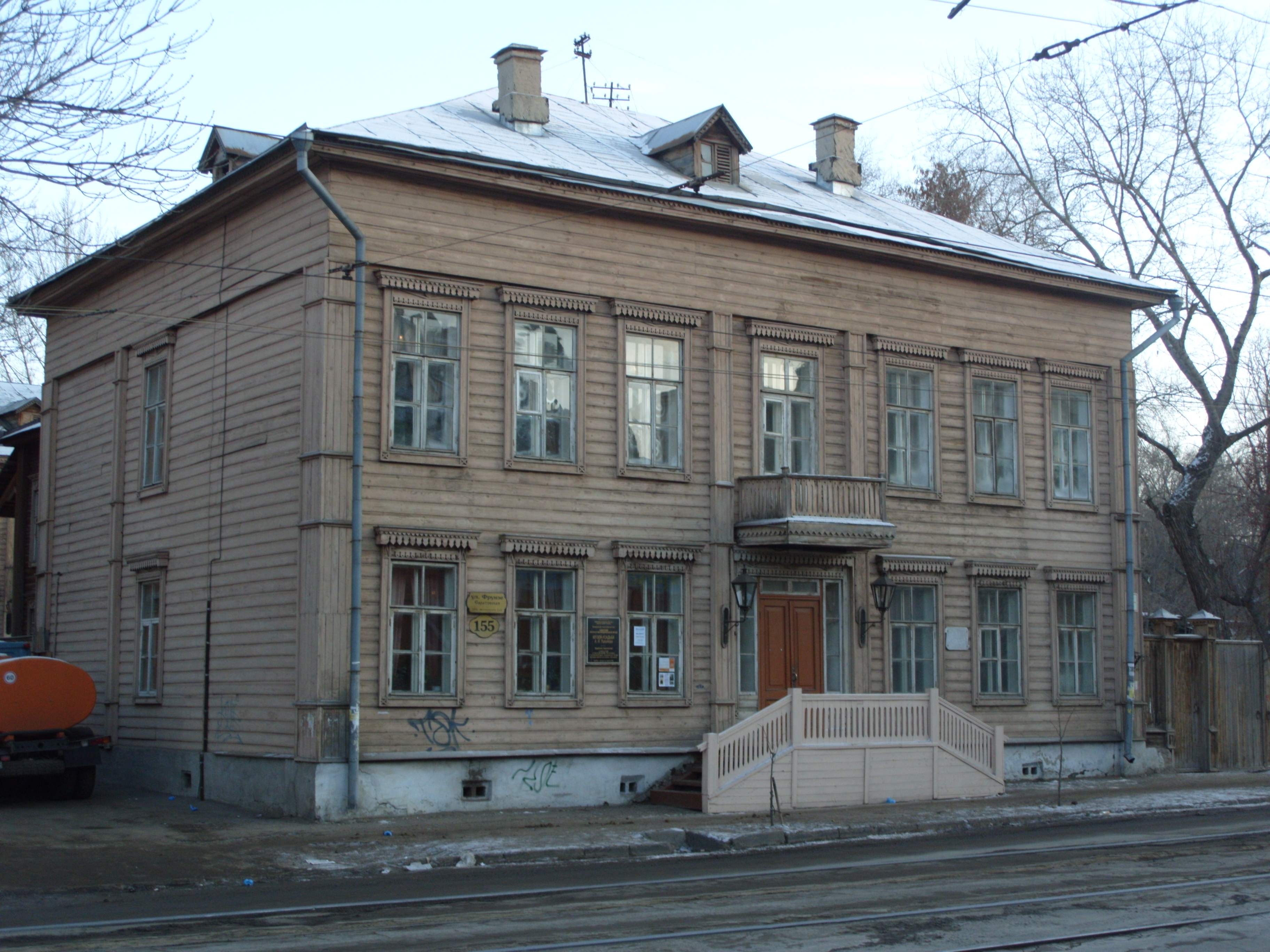
Музей-усадьба А.Н. Толстого

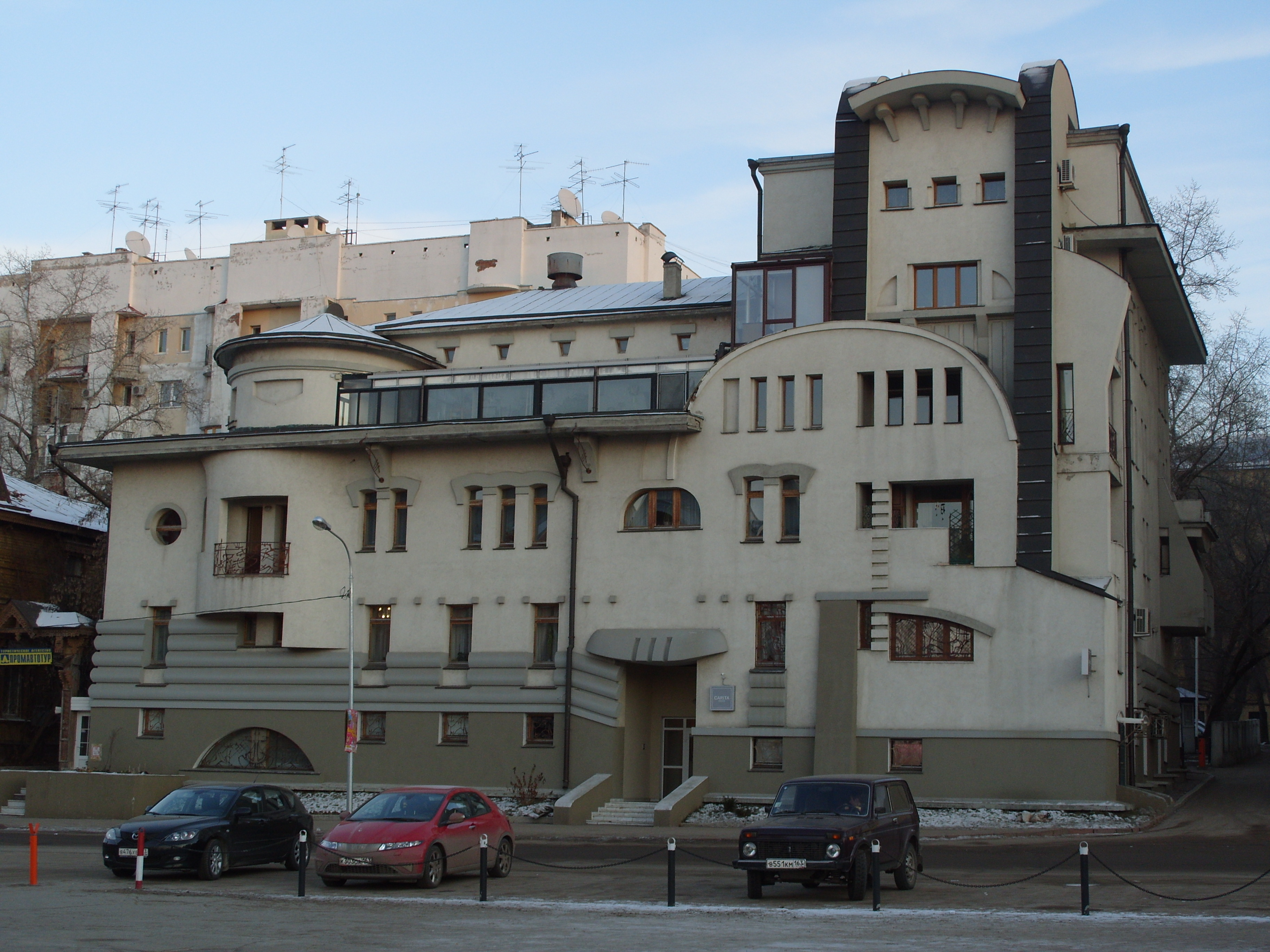
Жилой дом «Муха»

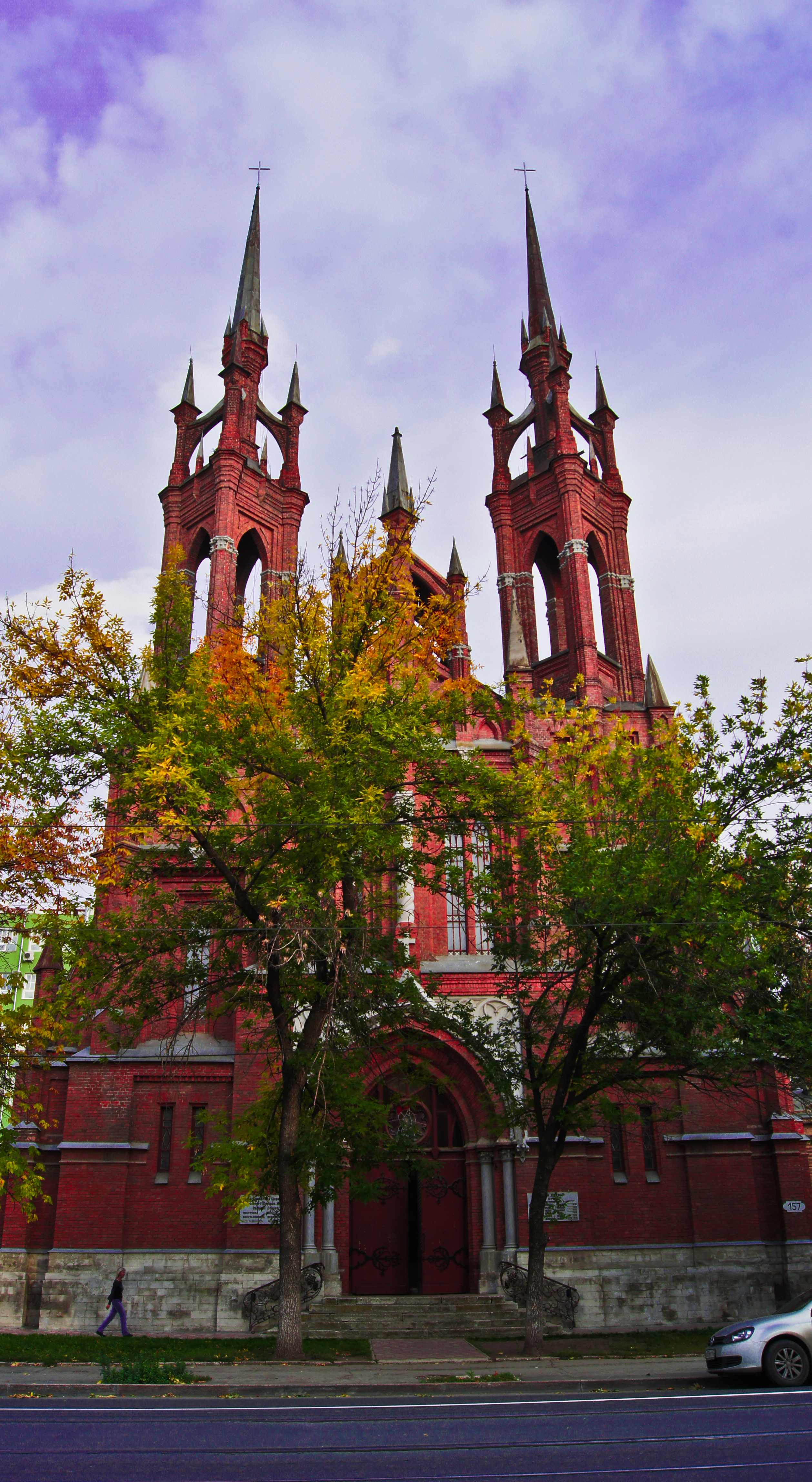
Римско-католический храм Пресвятого Сердца Иисуса.

- № 49 — Музей истории города Самары имени М. Д. Челышова[2]
- № 65 — бывшая квартира присяжного поверенного А. Н. Хардина, в которой часто бывал В. И. Ленин, когда жил в Самаре[2]
- № 75 — дом в стиле модерн. Построен в 1903 году архитектором Г. Н. Мошковым для присяжного поверенного Осипа Григорьевича Гиршфельда. В 1950 году надстроен по проекту его дочери М. Г. Мошковой[2]. Объект культурного наследия местного значения № 6300312000[5]
- № 75А (во дворе) — дом нетипичной для Самары фахверковой архитектуры, построен в конце XIX века, объект культурного наследия местного значения № 6300313000.[6]
- № 91 — здание гостиницы «Центральная», ресторан, кафе.
- № 141 — Самарская государственная филармония[7]. На этом месте в здании цирка «Олимп», тогда самом вместительном в городе, 26 октября 1917 года была провозглашена советская власть в Самаре. (Фрунзе/Льва Толстого).
- № 143 — бывшая квартира С. К. Кукушкина — издателя журнала «Заря Поволжья» (Фрунзе/Льва Толстого). Первый номер легального журнала вышел 18 января 1914 года.
- № 145 — сувенирный магазин «Самбук»
- № 155 — «Музей-усадьба Алексея Николаевича Толстого», Самарский литературный музей. Около литературного музея установлена бронзовая фигура Буратино.
- № 157 — Римско-католический храм Пресвятого Сердца Иисуса, более известный как «самарский костёл».
- № 159 — Особняк Курлиной, музей самарского модерна (Фрунзе/Красноармейская)
- № 167 — Самарская государственная академия культуры и искусств — бывшее здание Куйбышевского областного комитета Коммунистической партии Советского Союза (обком партии); Во дворе этого здания находится вход в «Бункер Сталина».
- № 169 — шестиэтажный жилой дом постройки конца XX века, имеет название «Муха»[8]. Самарский архитектор Леонид Кудеров спроектировал здание в необычном для Самары стиле постмодернизма.

## Почтовые индексы
- 443099: чётные: № 2; нечётные: № 1—117
- 443099: чётные: № 10—100; нечётные: нет
- 443010: чётные: № 102—106; нечётные: 119—179